# تنمية منخفضة الأثر (الولايات المتحدة وكندا)

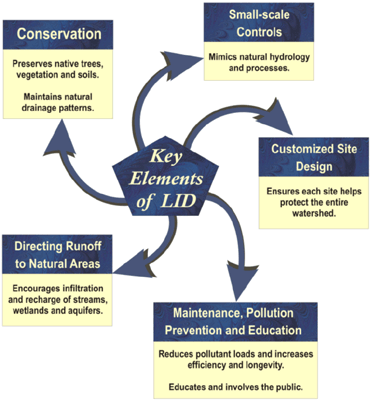

التنمية منخفضة الأثر (إل آي دي)، وهو مصطلح يستخدم في كندا والولايات المتحدة لوصف نهج تخطيط استخدام الأراضي والتصميم الهندسي البيئي لإدارة جريان مياه الأمطار بصفتها جزءاً من البنية التحتية الخضراء. تؤكد التنمية منخفضة الأثر على الحفاظ على الميزات الطبيعية في الموقع واستخدامها لحماية جودة المياه. يطبق هذا النهج ضوابط هيدرولوجية هندسية ضيقة النطاق لمحاكاة نظام مستجمعات المياه الهيدرولوجي السابق للتطوير، والذي يتضمن عمليات التسرب والترشيح والتخزين والتبخر واحتجاز مياه الجريان السطحي بالقرب من مصدرها. تعد استثمارات البنية التحتية الخضراء أحد الأساليب التي غالبًا ما تحقق فوائد متعددة وتبني مرونة بيئية للمدينة.
تشتمل المصطلحات المقابلة المستخدمة إلى حد كبير في أماكن أُخرى على أنظمة الصرف المستدامة (إس يو دي إس) في المملكة المتحدة (حيث تمتلك التنمية منخفضة الأثر معنى مختلف)، والتصميم الحضري المُراعي لحساسية الماء (دبليو إس يو دي) في أستراليا، وأنظمة الصرف الطبيعي في سياتل في واشنطن، و«تصميم الموقع البيئي» المُستخدم من قبل وزارة البيئة في ولاية ماريلند الأمريكية، و«إدارة مياه الأمطار في الموقع» المُستخدم من قبل وزارة البيئة في ولاية واشنطن.

## بديل لممارسات إدارة مياه الأمطار التقليدية
يُعد مفهوم التنمية منخفضة الأثر الذي بدأ في مقاطعة برينس جورج في ميريلاند في عام 1990، بمثابة بديل لأفضل الممارسات التقليدية لإدارة مياه الأمطار (بي إم بّي إس) الموضوعة في مشاريع البناء. وجد المسؤولون أن الممارسات التقليدية مثل أحواض وبرك الاحتجاز لم تكن فعالة من ناحية التكلفة، وأن النتائج لم تحقق أهداف جودة المياه. أُنشئ مركز تطوير التأثير المنخفض -وهو منظمة بحثية غير ربحية تعمل في مجال موارد المياه- في عام 1998 للعمل مع الوكالات والمؤسسات الحكومية لتعزيز العلم وفهم وتنفيذ (إل آي دي) وغيرها من أساليب التخطيط والتصميم البيئي المستدام، كالبنية التحتية الخضراء وشراكة الطرق السريعة الخضراء مثلًا.
تلقى نهج تصميم (إل آي دي) الدعم من وكالة حماية البيئة الأمريكية (إي بّي إيه) ورُوّج له بمثابة وسيلة للمساعدة في تحقيق أهداف قانون المياه النظيفة. تبنت العديد من برامج الوكالات المحلية والولائية والفدرالية متطلبات (إل آي دي) قوانين تطوير الأراضي ونفذتها في مشاريع الأشغال العامة. يمكن أن تلعب تقنيات (إل آي دي)أيضًا دورًا مهمًا في النمو الذكي وتخطيط استخدام الأراضي في البنية التحتية الخضراء.

## تصميم التنمية منخفضة الأثر
يُعد المبدأ الأساسي لـ(إل آي دي) هو استخدام الطبيعة بمثابة نموذج، بالإضافة لإدارة هطول الأمطار في المصدر من خلال التنفيذ المتسلسل لاستراتيجيات الوقاية من الجريان السطحي، واستراتيجيات التخفيف من الجريان السطحي، وأخيرًا ضوابط المعالجة المُستخدمة لإزالة الملوثات. على الرغم من أن ممارسات الإدارة المتكاملة (آي إم بّي إس) -الضوابط اللامركزية والميكروية التي تتضمن التسرب والترشيح والتخزين والتبخر واحتجاز مياه الجريان السطحي بالقرب من مصدرها- تحظى باهتمام المهندسين، إلا أنه من المهم أن نفهم أن (إل آي دي) هو أكثر من مجرد تطبيق قائمة جديدة من الممارسات والمنتجات. إنها عملية تصميم استراتيجي لإنشاء موقع مستدام يحاكي الخصائص الهيدرولوجية غير المطورة للموقع. تتطلب التنمية منخفضة الأثر نهجًا وصفيًا مناسبًا للاستخدام المقترح للأراضي.
يتبع التصميم باستخدام مبادئ التنمية منخفضة الأثر أربع خطوات بسيطة:
1. تحديد الظروف السابقة للتطوير وتحديد الهدف الهيدرولوجي (تشير بعض الولايات القضائية إلى اعتماد الظروف الحراجية).
2. تقييم أهداف المعالجة التي تعتمد على استخدام الموقع والملوثات المحلية الأساسية.
3. تحديد العملية التي تتناول احتياجات المعالجة الخاصة للموقع.
4. تنفيذ ممارسة تستخدم العملية المختارة والتي تتناسب مع عوائق الموقع.

تشمل العمليات الأساسية المستخدمة لإدارة مياه الأمطار المعالجة المسبقة والترشيح والتسرب والتخزين وإعادة الاستخدام